# Клавираусцуг
Клавираусцуг (нем. Klavierauszug, от Klavier — фортепиано и Auszug — извлечение) — переложение для фортепиано музыкального произведения, написанного изначально для крупного музыкального ансамбля. Часто употребляется сокращённая форма этого слова, клавир. Может использоваться в процессе репетиций, а также для ознакомления широкой публики и музыкантов с произведениями. В клавираусцуге вокальная партия записывается отдельно; переложение может быть сделано как для одной пары рук, так и для нескольких.